# 田仁恭
田 仁恭（でん じんきょう、生没年不詳）は、北周から隋にかけての政治家・軍人。字は長貴。本貫は長城郡長城県。

## 経歴
田弘の子として生まれた。北周のとき、明経に挙げられて掌式中士となった。後に父の軍功により、鶉陰子の爵位を受けた。大冢宰宇文護に召されて中外兵曹となった。数年後、父の功により開府儀同三司の位を受け、中外府掾に転じた。宇文護の下で征戦に従い、戦功があって、襄武県公に改封された。武帝の下で北斉を平定し、上開府の位を加えられ、淅陽郡公に進み、幽州総管に任ぜられた。宣帝のとき、雁門郡公に進んだ。
580年、楊堅が丞相となると、仁恭は召されて小司馬に任ぜられ、位は大将軍に進んだ。韋孝寛の下で尉遅迥を相州に討ち、柱国の位を受けた。581年、隋が建国されると、上柱国に進み、太子太師に任ぜられた。詔により廟社の運営をつとめ、爵位は観国公に進んだ。しばらくして、右武衛大将軍に任ぜられた。1年あまりして、在官のまま死去した。享年は47。司空の位を追贈され、諡を敬といった。

## 子女
- 田世師（後嗣）
- 田徳懋（孝義伝）
- 田徳元（陝西省西安市東郊の郭家灘隋墓から墓誌が出土した）

## 伝記資料
- 『周書』巻二十七 列伝第十九
- 『隋書』巻五十四 列伝第十九
- 『北史』巻六十五 列伝第五十三